# Бодокена (мікрорегіон)

Бодокена на карті штату Мату-Гросу-ду-Сул

Бодокена (порт. Microrregião de Bodoquena) — мікрорегіон у Бразилії, входить до штату Мату-Гросу-ду-Сул. Складова частина мезорегіону Південний захід штату Мату-Гросу-ду-Сул. Населення становить 102 159 чоловік на 2007 рік. Займає площу 22 611,775 км². Густота населення — 4,6 чол./км².

## Склад мікрорегіону
До складу мікрорегіону включені такі муніципалітети:
1. Бела-Віста
2. Бодокена
3. Боніту
4. Каракол
5. Гіа-Лопіс-да-Лагуна
6. Жардін
7. Ніуакі